# Conseil africain de l'entrepreneuriat et de l'innovation
Pour les articles homonymes, voir CAEI.
Le Conseil africain de l'entrepreneuriat et de l'innovation (CAEI) est une institution africaine membre du Réseau des universités des sciences et technologies d'Afrique. Son siège social est situé à Abidjan, la capitale économique de la Côte d'Ivoire.

## Présentation

### Historique
Le Conseil africain de l'entrepreneuriat et de l'innovation est une association loi de 1901 fondée en 2016 en Côte d'Ivoire par le RUSTA. Son président est le professeur Frédéric Dohou.

### Objectifs
Le CAEI se fixe notamment pour objectifs de développer des écosystèmes d'affaires, de favoriser la mise en place d'incubateurs d'entreprises et de business centers et de créer des synergies afin de promouvoir un climat d'investissement favorable en Afrique,. L'association vise aussi à sensibiliser les élèves et étudiants à la culture de l'innovation et à l'entrepreneuriat.

### Réalisations
Pour atteindre ses ambitions, le CAEI organise des rencontres internationales (par exemple le forum économique ivoiro-algérien de 2016 à Abidjan,) ou bien conseille des États dans leur plan d'émergence économique (par exemple en prospectant des opportunités d'affaires dans le Tonkpi pour l'État de Côte d'Ivoire en 2018). 

### Présence internationale
Depuis 2016, le CAEI est membre associé de la Conférence intercontinentale des universités & grandes écoles (CIUGE).
En 2019, le CAEI a créé une antenne au Maroc présidée par le professeur Farid Chaouki.